# Bematistes lutosa
Bematistes lutosa är en fjärilsart som beskrevs av Suffert 1904. Bematistes lutosa ingår i släktet Bematistes och familjen praktfjärilar. Inga underarter finns listade i Catalogue of Life.